# Лахтионов, Владимир Нилович
Владимир Нилович Лахтионов (1872—1929) — участник Первой мировой войны, генерал-майор, инспектор артиллерии 8-й армии. Участник Белого движения на Юге России, инспектор артиллерии Добровольческой армии.

## Биография
Из дворян. Сын подполковника Нила Петровича Лахтионова. Уроженец Харьковской губернии.
Окончил Михайловский Воронежский кадетский корпус (1890) и Михайловское артиллерийское училище (1893), откуда выпущен был подпоручиком в Туркестанскую артиллерийскую бригаду. Произведен в поручики 28 июля 1896 года, в штабс-капитаны — 19 июля 1898 года. 2 мая 1900 года переведен в 15-ю артиллерийскую бригаду. В том же году окончил Михайловскую артиллерийскую академию по 1-му разряду и 24 мая 1900 года был произведён в капитаны «за отличные успехи в науках».
С началом русско-японской войны, 21 июня 1904 года назначен командующим 4-й батареей 4-й артиллерийской бригады. 25 июня того же года назначен командующим 7-й батареей 10-й артиллерийской бригады, а 29 августа произведен в подполковники на вакансию, с утверждением в должности. Участвовал в боях на реке Шахэ и Мукденском сражении, за боевые отличия был награжден несколькими орденами и золотым оружием «за храбрость».
14 ноября 1908 года произведен в полковники «за отличие по службе», с назначением штаб-офицером, заведующим обучающимися в Офицерской артиллерийской школе офицерами. 18 августа 1912 года назначен одним из старших руководителей той же школы. 2 января 1913 года назначен командиром 2-го дивизиона 18-й артиллерийской бригады, а 5 февраля того же года — командиром 2-го дивизиона 9-й артиллерийской бригады.
С началом Первой мировой войны, 16 ноября 1914 года назначен командующим 60-й артиллерийской бригадой, а 23 апреля 1915 года произведен в генерал-майоры «за отличия в делах против неприятеля», с утверждением в должности. 18 октября 1915 года отчислен от должности за болезнью, с назначением в резерв чинов при штабе Двинского военного округа. 28 декабря 1915 года назначен командиром 4-й Сибирской стрелковой артиллерийской бригады. 21 ноября 1916 года назначен инспектором артиллерии 33-го армейского корпуса, а 15 июня 1917 года — инспектором артиллерии 8-й армии.
В 1918 году служил в гетманской армии, числился командиром 7-й тяжелой артиллерийской бригады. Затем участвовал в Белом движении в составе Добровольческой армии и Вооруженных сил Юга России. С 12 ноября 1918 года зачислен в резерв чинов при штабе Главнокомандующего ВСЮР, с 22 января 1919 года — в резерв чинов при штабе войск Юго-Западного края. Позднее в 1919 году был назначен инспектором артиллерии Добровольческой армии, а 1 февраля 1920 года — инспектором артиллерии отдельного Добровольческого корпуса.
В эмиграции в Югославии. Состоял членом Общества офицеров-артиллеристов. Умер в 1929 году в Белграде. Похоронен на Новом кладбище. Был женат.

## Награды
- Орден Святого Станислава 3-й ст. (ВП 30.01.1902)
- Орден Святого Станислава 2-й ст. с мечами (1905)
- Орден Святой Анны 2-й ст. с мечами (1905)
- Орден Святой Анны 4-й ст. с надписью «за храбрость» (ВП 23.12.1905)
- Орден Святого Владимира 4-й ст. с мечами и бантом (ВП 7.04.1906)
- Золотое оружие «За храбрость» (ВП 31.03.1907)
- Орден Святого Владимира 3-й ст. с мечами (ВП 28.01.1915)
- Орден Святого Станислава 1-й ст. с мечами (ВП 17.11.1915)
- Орден Святой Анны 1-й ст. с мечами (ВП 17.11.1915)